# Грингруз, Николай Леонтьевич
Ну́хим Ле́йбович (Никола́й Лео́нтьевич) Грингру́з (21 октября 1932, Бендеры — 16 апреля 1994, там же) — молдавский тренер по шашкам, педагог, заслуженный тренер Молдавской ССР. Основатель и многолетний директор Бендерской специализированной детско-юношеской спортивной школы по шашкам № 4. Воспитал 5 международных гроссмейстеров, 6 чемпионов СССР среди юниоров и более 50 мастеров спорта СССР.

## Биография
Родители работали в театре. Во время Великой Отечественной войны находился с матерью, Басей Моисеевной Грингруз (1909—1987), и младшим братом Иделем (1940) в эвакуации в Харабали. Отец, Лейб Маркович Грингруз (1905—?), был призван в армию и погиб на фронте.
Служил на Балтийском флоте, после демобилизации работал на Бендерской обувной фабрике, где увлёкся шашками и возглавлял фабричную команду. Организовал шашечный кружок в городском Дворце пионеров и школьников, затем детскую спортивную школу по шашкам (1967).
Среди его воспитанников — чемпионы мира среди юниоров Игаль Койфман и Денис Дудко, международный гроссмейстер Моня Норель, Стас Носырев, Дмитрий Липканский, заслуженный тренер Молдавии Александр Бойко, вице-чемпион мира среди юношей Павел Челак, бронзовый призёр чемпионата мира среди кадетов Николай Щербаченко, чемпионка мира Елена Миськова-Сковитина, серебряный призёр чемпионата мира среди кадетов Станислав Живолуп.
Отличник народного образования. Ежегодный международный шашечный турнир мемориал Н. Л. Грингруза проводится в Бендерах с 2009 года.